# Republika Firenca
Republika Firenca  (tal. Repubblica Fiorentina), ili Firentinska Republika, bila je srednjovjekovna grad-država, oko grada Firence, u današnjoj Toskani, Italija. Republika je osnovana 1115., kada su se firentinski građani pobunili protiv Toskanske Marke nakon smrti vladarice Matilde Toskanske. Firentinci su osnovali komunu umjesto feudalnog vladara kao što je bila Matilda. Njihovom republikom vladalo je vijeće, znano kao signoria. Na čelu signorije bio je izabrani gonfalonijer (gonfaloniere) (naslovni vladar grada), kojeg su na lutriji birali svaka dva mjeseca od članova firentinskih cehova. Republika Firenca imala je burnu povijest od udara do protuudara različitih frakcija, koje su željele vladati. Obiteljski klan Medici stekao je nadzor nad republikom 1434., kad je Cosimo de' Medici, izveo protuudar protiv obiteljskih klanova koji su ga godinu dana prije istjerali iz grada. Mediciji su zadržali nadzor nad republikom do 1494. godine Giovanni de 'Medici (kasniji papa Lav X.) ponovno je vratio Medicije na vlast 1512. godine. Medici su drugi put svrgnuti s vlasti 1527. godine. Medici su ponovno preuzeli nadzor nad republikom 1531. godine, nakon 11-mjesečne opsade grada. Republika Firenca prestala je postojati 1532. godine, kada je papa Klement VII. dodijelio naslov Vojvode Republike Firence Alessandru de 'Mediciju, nakon čega je Republika Firenca postala nasljedna monarhija pod imenom Toskansko Vojvodstvo.

## Povijest
Grad Firencu osnovao je 59. pr. Kr. Julije Cezar, za ranog srednjeg vijeka Firenca je bila dio Toskanske Marke. Prvi službeni spomen republike bio je 1138., kada je nekoliko gradova Toskane formiralo savez protiv Henrika X. Bavarskog. Republika Firenca je nominalno bila dio Svetog Rimskog Carstva.
Firenca se počela uzdizati u 12. stoljeću, zahvaljujući trgovini s inozemstvom. Mali prekid imala je 1185. za vrijeme napada Fridrika Barbarosse na Apeninski poluotok.

### Firenca u 13. stoljeću
Rast stanovništva Firence nastavljen je i u 13. stoljeću, tad je Firenca dosegnula 30.000 stanovnika. Tad je podignuto nekoliko novih mostova i crkava, među njima i katedrala Santa Maria del Fiore – 1294. Istovremeno grad je bio jedva u stanju održati krhak mir između frakcija. Neizvjestan mir koji je postojao na početku stoljeća prestao je postojati 1216., kada su nastale dvije frakcije poznate kao gvelfi i gibelini koje su se uskoro sukobile. Načelno su gibelini pripadali aristokraciji, a gvelfi građanstvu.
Gibelini su vladali Republikom Firencom od 1244., do 1250. kad su ih svrgnuli gvelfi. Provodili su vrlo slobodnu politiku za ono vrijeme, koja je postala poznata kao Primo Popolo (Prva narodna vlast). Pod njima je republika i nadalje prosperirala. Prva veća stvar koju su postigli je bila ta što su uveli novu valutu, kovanicu florin 1252. godine. Florin je jako pomogao Firenci širiti trgovačke poslove, jer su ga zbog stabilnosti koristili kao sredstvo plaćanja širom Europe i po Bliskom istoku. Iste te godine izgrađen je Palazzo del Popolo u San Gimignanu. Gvelfi su izgubili vlast nakon katastrofalnog poraza u bitci kod Montapertija od sienskih gibelina. Srećom po Firencu, papa Klement IV. otvoreno je favorizirao Guelfe, tako da su se vratili na vlast.
Firentinsko gospodarstvo je doseglo svoj vrhunac u drugoj polovici 13. stoljeća. Tad su Firentinci sagradili glasoviti Palazzo Vecchio u Firenci po projektu Arnolfa di Cambija. Republika je podijeljena u upravne okruge 1292. godine, a u gradu su podignute brojne raskošne palače prosperirajuće trgovačke klase. Jedna od vodećih bankarskih obitelji ondašnje Europe - Bonsignori iz Siene, bankrotirala je 1298. godine. Od onda se bankarstvo preselilo u Firencu koja je postala europskim bankarskim središtem.

## Firentinsko bankarstvo, kuga i uspon Medicija
Nakon što je obitelj Bonsignori bankrotirala, uzdiglo se nekoliko novih bankarskih obitelji u Firenci; Bardi, Peruzzi i Acciaioli koje su bankrotirale 1340., kad je engleski kralj Eduard III. odbio platiti svoje dugove. Trzavice između gvelfa i gibelina još su trajale, ali je upravo tad procvjetala književnost na narodnom jeziku; Dante, Petrarca i Boccaccio.
Firencu je kao i ostalu Europu teško pogodila "crna smrt", koja je s Bliskog Istoka, stigla preko Messine 1347. godine. Tad je pomrlo oko trećine europskog stanovništva.
Nezadovoljni radnici firentinskih predionica vune su se pobunili 1378. godine. Buna je poznata kao pobuna Ciompa. Pobunjenici su osnovali revolucionarnu komunu. No, bogate firentinske obitelji su ih uspjele slomiti 1382. Tad je Giovanni di Bicci de 'Medici osnovao poznatu Banku Medici u listopadu 1397. godine, koja je postojala sve do 17. stoljeća, unatoč tome što je prvotno bila vrlo mala i slaba.
15. stoljeće nije dobro počelo za Firencu. Potpisala je ugovor s Milanskim Vojvodstvom 1422. godine, da se neće miješati u sukob između Milana i Republike Genove. Republika Firenca se držala ugovora, no Milano nije, nego je zauzeo firentinske pogranične gradove. Nakon što je Mletačka Republika zaratila zajedno s Firencom protiv Milana, Milansko je Vojvodstvo moralo pristati na vrlo nepovoljan mir. Ali, rat je republiku došao više od 4,200.000 florina. Zbog toga je Firenca promijenila porezni sustav. Dotadašnji sustav estimo je zamijenila sustavom castato, po kojem se porez plaćao na cjelokupnu imovinu.

## Firenca pod Medicima

### Osnivanje dinastije
Sin Giovannija di Biccija, Cosimo de' Medici, naslijedio je svog oca kao glava obitelji Medici i njihove banke. Bio je iznimno bitnim u firentinskoj vlasti sve do 1433. godine, kad je pod pritiskom obitelji Albizzi morao pobjeći iz grada u Mletke. Cosimo se iz izgona vratio za manje od godinu dana, kad ga je narod izabrao u signoriu. Kad se vratio, odmah je protjerao članove obitelji Albizzi iz Firence.

### Razdoblje Cosima Medicija (1434. – 1464.)
Renesansa je počela za vrijeme dok je Republikom Firencom posredno vladao Cosimo de' Medici preko svojih ljudi u firentinskoj signoriji.
Firenca je bila domaćinom Velikog ekumenskog koncila 1439. godine, koji je organiziran da se pokuša pomiriti pravoslavlje s katoličanstvom. Susret je organizirao papa Eugen IV. na molbu bizantskog cara Ivana VIII. Paleologa zbog osmanske invazije. Taj koncil donio je Firenci međunarodni ugled, jer je postignut kompromis, da će papa vojno pomoći bizantskog cara. Nakon povratka Ivana VIII. u Carigrad, izbili su neredi i prosvjedi, zbog čega je Ivan VIII. bio prisiljen odbaciti sporazum s rimskom Crkvom. Time je sudbina Bizantskog carstva bila zapečaćena, jer je četrnaest godina potom, 1453. godine, Carigrad pao u ruke Osmanskom Carstvu.
Cosimo je bio veliki pokrovitelj umjetnosti. Za njega su radili najveći renesansni umjetnici onoga doba; Donatello, Brunelleschi, Michelozzo i brojni drugi. Pretpostavlja se da je za njihova djela dao više od 600.000 florina. Na političkoj pozornici, milanski knez Filippo Maria Visconti napao je Republiku Firencu dvaput; prvi put 1430. godine te nakon tog 1440. godine, ali je uspješno odbijen. Te invazije poticali su uglavnom članovi protjerane porodice Albizzi. Stanje se popravilo 1450. godine kad je Cosimov saveznik kondotjer Francesco Sforza zavladao Milanom, proglasivši se knezom. Cosimo je za svog života uspio učvrstiti Medicijevske pozicije u Firenci. Umro je 1464. godine. 
Cosima je na vlasti naslijedio njegov najstariji sin, boležljivi Petar Naduti (Piero il Gottoso, koji je zbog gihta imao otekle noge. Njegovu vladavinu obilježili su problemi s obiteljskom bankom, koja je nakupila velike dugove za Cosima i trvenja s najvećim vjerovnikom Lucom Pittijem, koji je htio nasilno srušiti Petra s vlasti uz pomoć vojvode iz Ferrare.
U kolovozu 1466., urotnicima se pridružila voska iz Ferrare koja je ušla na teritorij Republike Firence, ali kako ih mjesno stanovništvo nije poduprlo, povukla se, ostavivši urotnike na cjedilu. Petar je doživotno protjerao sve urotnike. Iduće godine, 1467. Mletačka Republika je pokušala iskoristiti Petrove nevolje i oteti pogranične gradove, ali ih je Petar uspio odbaciti uz pomoć plaćeničke vojske vojvode iz Urbina.

### Razdoblje Lorenza Veličanstvenog (1469. – 1492.)
Piera je naslijedio njegov najstariji sin Lorenzo Veličanstveni nakon njegove smrti 1469., i on je poput djeda i oca bio veliki pokrovitelj umjetnosti. Za njegove ere u Firenci su djelovali; Leonardo da Vinci, Michelangelo i Botticelli među brojnim umjetnicima. Tijekom Lorenzo vladavine, renesanse uistinu sišao na Firenci. Lorenzo naručio mnoštvo prekrasnih komada umjetnosti i uživali u redu prikupljanje dragulja.
Lorenzo se oženio 1469. za plemkinju Clarice Orsini, s kojom je imao devetoro djece, jedan od njegovih sinova bio je budući papa Lav X. i njegov nasljednik u Firenci – Piero Nesretni.
Vladavinu Lorena Veličanstvenog obilježio je - mir, što je bio presedan u tadašnjem Apeninskom poluotoku., koji je prekinut, gotovo odmah nakon njegove smrti 1492. I on je vladao posredno, preko svojih ljudi (formalno je bio obični građanin) i to gotovo tiranski (Firentinci su imali malo sloboda), ali je Firenca doslovno procvjetala pod njegovom vladavinom.
Njegov brat Giuliano je ubijen pred njegovim očima u Zavjeri Pazzi na Uskrs 26. travnja 1478., a Lorenzo se izboden uspio spasiti bijegom.
Iza te urote stajali su članovi takmačke obitelji Pazzi i Salviati i sam papa Siksto IV. Nakon tog je Lorenzo pohvatao i pobio sve članove zavjere (između ostalog i nadbiskupa Pise Francesca Salviatija) i velik dio porodice Pazzi. Likvidacija Salviatija razbijesnila je papu Siksta IV. koji je zbog tog ekskomunicirao Lorenza i cijelu firentinsku vladu, da bi na kraju je zabranio bilo kakve odnose s Republikom Firencom. Čak je organizirao i vojni savez s napuljskim kraljem Ferdinandom I., koji je trebao silom svrgnuti Lorenza s vlasti. Nakon dvije godine borbi, Lorenzo uspio diplomacijom stišati strasti, osobno je otputovao u Napulj i riješio krizu.
Lorenzo je umro 1492., te ga je naslijedio njegov sin Piero Nesretni.
Piero se uspio održati na vlasti samo dvije godine. Rujna 1494. francuski kralj Karlo VIII. ušao je u Italiju sa svojom velikom vojskom, željevši preuzeti Napuljsko Kraljevstvo. Zbog tog je od Piera tražio prolaz kroz Republiku Firencu prema jugu. Piero je pod prijetnjom velike francuske vojske pristao na sve Karlove zahtjeve, ali je ubrzo nakon tog u studenome optužen za izdaju i protjeran s obitelji iz Republike.

## Vladavina Savonarole
Nakon pada Medicija, Republikom Firencom vlada Girolamo Savonarola od dominikanac iz Ferrarre, koji je došao u Firencu 1480. On je uspio zavesti firentince svojim vatrenim govorima i obećanjima da će od Firence napraviti Božji grad, međutim njegova vlast trajala je samo četiri godine (od 1494. do 1498.). Firentinci su za njegove kratkotrajne vlasti prestali nositi raskošna odijela žarkih boja, a mnoge žene su otišle u časne sestre. Po gradu su česte bile lomače, na kojima su se palili predmeti taštine i luksuza; perike, parfemi, slike i drevni rukopisi. Savonarolin pad počeo je krajem 1497. godine kad ga je ekskomunicirao papa Aleksandar VI. Te iste godine, Savonarola je krenuo u neuspjeli pohod na Pisu, skupi ratni pohod, doveo je do nestašice hrane u Republici. Opće siromaštvo i nekoliko izoliranih slučajeva kuge, naveli su narod (koji ga je dotad bezgranično podržavao) da ga optuži za sve nevolje, vlast je preuzela revolucionarna vlada, a Savonarola spaljen na lomači od strane svibnja 1498. godine.

## 1498. – 1512.
Revolucionarna građanska vlada izabrala je Petra Soderinija za doživotnog gonfaloniera, njegova era je bila obilježena velikom demokratičnošću i malom korupcijom. On je uspio ondje gdje Savonarola nije: pokorio je Pisu, ali s jednim velikim novumom nove vlasti – narodnom vojskom, koja je osnovana na inicijativu Machiavellija, tajnika obrane u firentinskoj Signoriji, kao bolje rješenje od dotadašnjih plaćeničkih vojska.
Soderinija je svrgnuo s vlasti tadašnji kardinal Giovanni de Medici u rujnu 1512., koji je ušao u Firencu na čelu velike papinske vojske, i tako vratio Medicije na vlast.

## 1512. – 1533.
Ubrzo nakon povratka u Firencu, kardinal Giovanni de Medici pozvan je hitno u Rim, na konklavu za izbor novog pape, jer je umro papa Julije II. Na konklavi je Giovanni izabran za papu, na taj način spojili su se Vatikan i Firenca u personalnu uniju. Lav X. vladao je Firencom preko svog brata Giuliana de Medicija.
Giuliano je vladao Firencom do svoje smrti 1516., naslijedio ga je Lorenzo II. Njemu je stric Lav X. dodjelio i vlast nad Vojvodstvom Urbino, željevši da Mediciji vladaju cijelom srednjom Italijom.
Lorenzo II. je umro od sifilisa 1519., odmah nakon rođenja jedinog djeteta kćeri Katarine Medici. Nakon pape Lava X. Medici ponovno imaju papu u liku kardinala Giulija de' Medicija, u to vrijeme Republikom Firencom vladaju zajednički Ippolito i Alessandro Medici pod paskom kardinala Passerinija.
Medici su ponovno protjerani iz Republike 1527., na vlast ih je vratio car Svetog Rimskog Carstva Karlo V. uz podršku pape Klementa VII.

### Kraj Republike Firence
Pape Klement VII. proglasio je 1533. - Alessandra Medicija vojvodom Firence, tim aktom prestao je život Republike Firence, unatoč nekih buna - Medici su vladali tim vojvodsvom sve do svog izumiranja 1737.

## Uprava
Republikom Firencom vladalo je vijeće pod imenom signoria, koje se sastojalo od devet muškaraca. Na čelu signorije bio je gonfaloniere, kog su birali svaka dva mjeseca na lutriji. Kandidat za gonfaloniera, morao je biti financijski sposoban, bez repova dugova ili bankrota i stariji od trideset godina i član jednog od 7 firentinskih glavnih cehova. Rezultat izvlačenja većinom je bio unaprijed određen, uglavnom po volji moćnih porodica. Popis imena na lutriji mijenjan je svakih pet godina.

## Vanjske poveznice
- Medici: Godfathers of the Renaissance (engl.)